# Live Scenes from New York
A Live Scenes from New York a Dream Theater amerikai progresszív metal együttes  2001-ben megjelent harmadik koncertalbuma, melyet a Metropolis 2000 elnevezésű világkörüli turné észak-amerikai szakaszának 2000. augusztus 30-ai zárókoncertjén New Yorkban rögzítettek. A koncert első felében a színpadon színészek segítségével keltették életre a Metropolis Pt. 2: Scenes from a Memory történetét.
A háromlemezes album a 2001. szeptember 11-ei terrortámadás napján jelent meg, de szinte azonnal leállították a terjesztést, mivel az eredeti borítón New York City látképe szerepelt lángoló felhőkarcolókkal, köztük a World Trade Center ikertornyaival. Az újranyomás után egy másik borítóval kezdték újra a lemez árusítását. Az eredeti grafikával csak kevés album kerülhetett a rajongók kezébe, ezért a gyűjtők számára ezek igen értékesek.
A koncert videófelvétele Metropolis 2000: Scenes from New York címmel jelent meg félévvel korábban. Egyedül az album tartalmazza teljes egészében a koncertet. Mind a VHS, mind a DVD változat rövidebb.

## Az album dalai
CD 1
1. "Regression" – 2:46
2. "Overture 1928" – 3:32
3. "Strange Deja Vu" – 5:02
4. "Through My Words" – 1:42
5. "Fatal Tragedy" – 6:21
6. "Beyond This Life" – 11:26
7. "John & Theresa Solo Spot" (instrumentális) – 3:17
8. "Through Her Eyes" – 6:17
9. "Home" – 13:21
10. "The Dance of Eternity" (instrumentális) – 6:24

CD 2
1. "One Last Time" – 4:11
2. "The Spirit Carries On" – 7:40
3. "Finally Free" – 10:59
4. "Metropolis Pt. 1: The Miracle and the Sleeper" – 10:36
5. "The Mirror" (benne részletek a "Lie" c. dalból) – 8:15
6. "Just Let Me Breathe" – 4:02
7. "Acid Rain" (Liquid Tension Experiment, instrumentális) – 2:34
8. "Caught in a New Millennium" – 6:21
9. "Another Day" – 5:13
10. "Jordan Rudess Keyboard Solo" (instrumentális) – 6:40

CD 3
1. "A Mind Beside Itself Pt.I: Erotomania" (instrumentális) – 7:22
2. "A Mind Beside Itself Pt.II: Voices" – 9:45
3. "A Mind Beside Itself Pt.III: The Silent Man" – 5:09
4. "Learning to Live" – 14:02
5. "A Change of Seasons" – 24:35

## Közreműködők
- James LaBrie – ének
- John Petrucci – gitár
- John Myung – basszusgitár
- Mike Portnoy – dobok
- Jordan Rudess – billentyűs hangszerek
- Theresa Thomason – női ének
- Kent Broadhurst - a Hipnoterapeuta hangja
- Jay Beckenstein - szopránszaxofon az "Another Day" dalban

## Külső hivatkozások
- Dream Theater hivatalos oldal
- Encyclopaedia Metallum – Dream Theater: Live Scenes from New York
- Dream Theater a Billboard listáján